# Ove Eklund
Ove Eklund (né le 30 janvier 1946 à Hallstahammar en Suède) est un joueur de football suédois.
Il est surtout connu pour avoir terminé meilleur buteur du championnat de Suède lors de la saison 1968 avec 16 buts.